# Płyta podłogowa

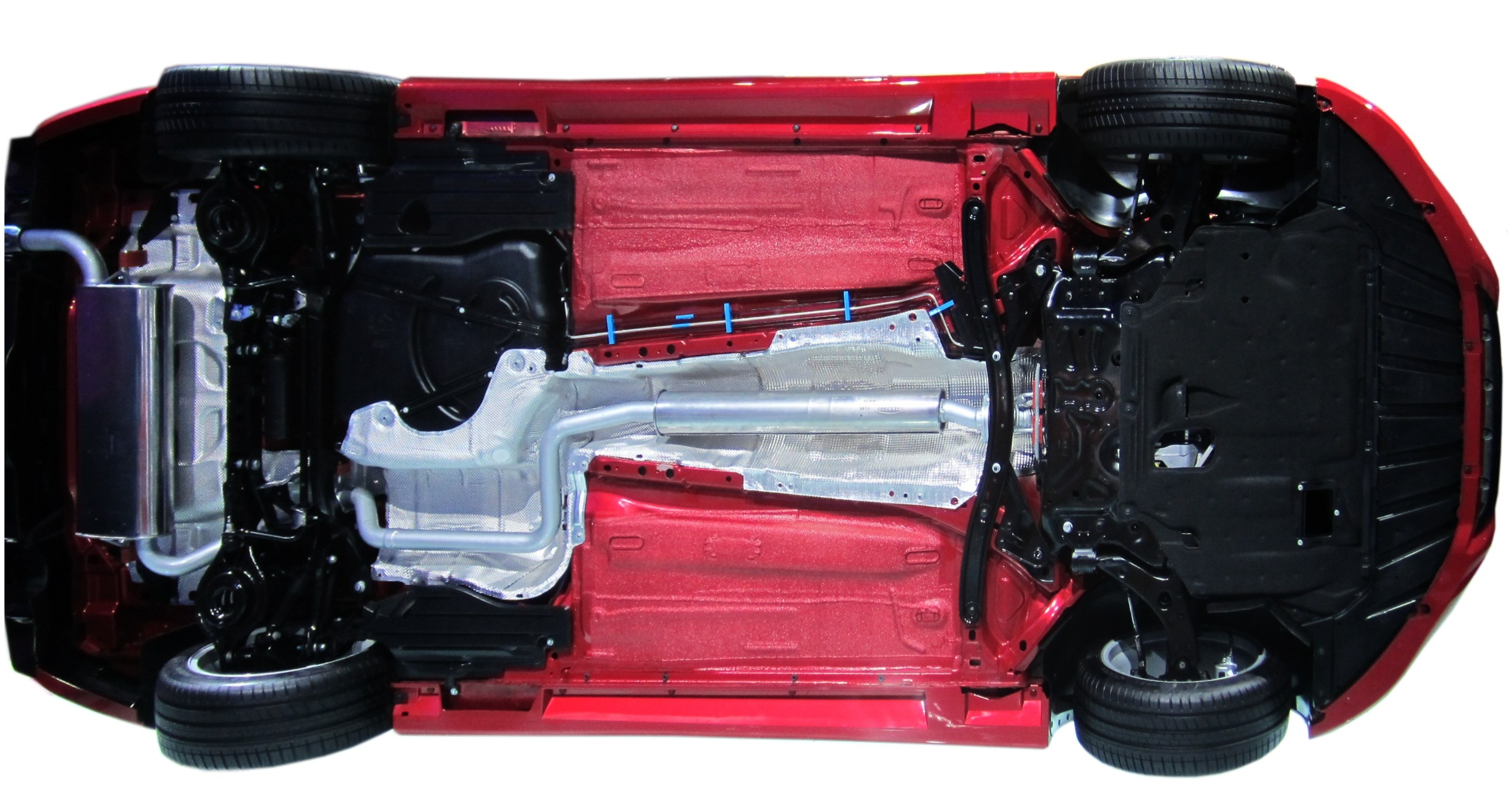
Płyta podłogowa (oznaczona kolorem czerwonym)

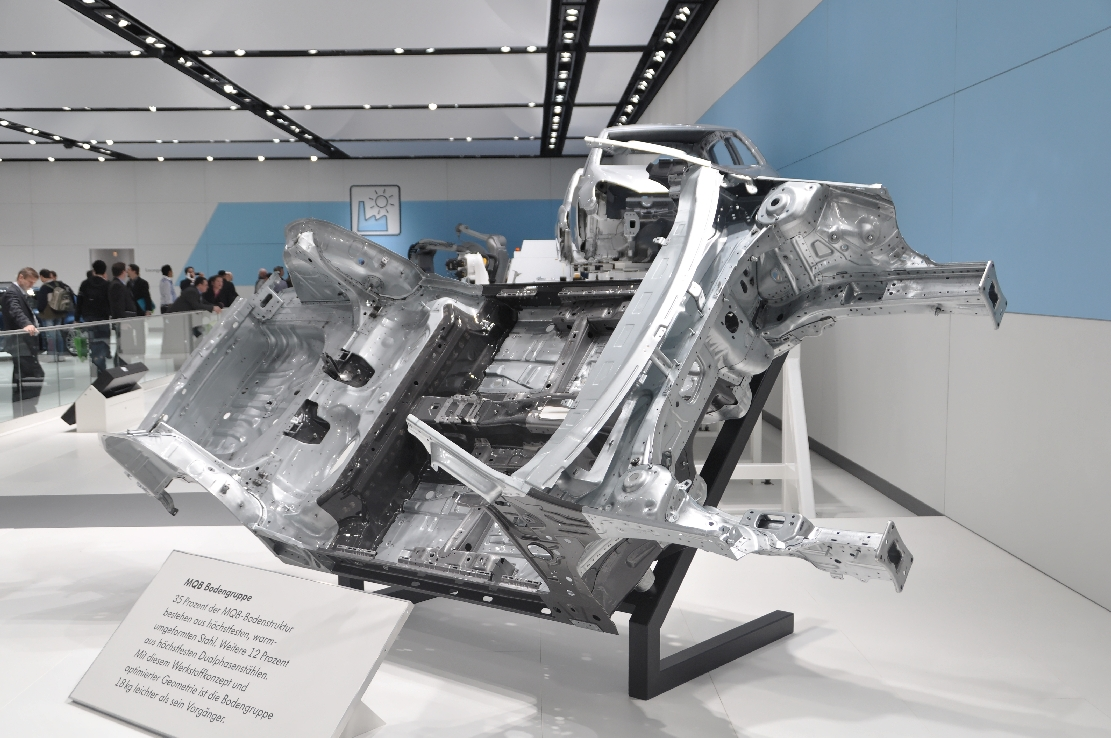
Platforma podłogowa MQB z 2012 od Volkswagen Group

Płyta podłogowa – element konstrukcyjny, będący podstawowym elementem nośnym pojazdu o konstrukcji samonośnej. Jej zadaniem jest, wraz ze strukturą nadwozia, zapewnienie pojazdowi odpowiedniej sztywności na zginanie i skręcanie dzięki podłużnym i poprzecznym przetłoczeniom. W nadwoziu samonośnym wszystkie elementy podwozia montuje się bezpośrednio do nadwozia lub do ram pomocniczych (np.: silnik, zawieszenie pojazdu) montowanych do płyty podłogowej.